# Makkabi Lublin
Makkabi Lublin (hebr. ‏החברה היהודית להתעמלות וספורט מכבי לובלין‎) – żydowski klub piłkarski z siedzibą w mieście Lublin, działający w latach 1919–1924 i 1936–1939.

## Historia
Chronologia nazw:
- 1919: Ż.T.G.S. [Żydowskie Towarzystwo Gimnastyczno-Sportowe] Makkabi Lublin
- 1924: klub rozwiązano – po fuzji z Jardenią, tworząc Hakoah Lublin
- 1936: Ż.T.G.S. [Żydowskie Towarzystwo Gimnastyczno-Sportowe] Makkabi Lublin
- 1937: Ż.T.G.S. [Żydowskie Towarzystwo Gimnastyczno-Sportowe] Makkabi Lublin – po fuzji z Hakoah Lublin
- 1939: klub rozwiązano

Żydowskie Towarzystwo Gimnastyczno-Sportowe Makkabi zostało założone w Lublinie w 1919 roku przez społeczność żydowską. Nazwa Towarzystwa nawiązuje do biblijnego rodu Machabeuszów (hebr. מקבים‎, Makabim). Klub dysponował kilkoma drużynami, o czym świadczą dopiski na niektórych afiszach zapowiadających mecze drużyny Makkabi II. Oprócz drużyn piłkarskich prowadził także sekcje bokserską, koszykarską oraz organizowało imprezy masowe. W 1923 roku siedziba klubu mieściła się przy ulicy Dolnej Marii Panny 16, skąd rok później została przeniesiona na Krakowskie Przedmieście 48, a następnie na Królewską.
W 1922 roku drużyna zadebiutowała w rozgrywkach sezonu inauguracyjnego Lubelskiego Okręgowego Związku Piłki Nożnej (LOZPN) w Klasie C i zdobywszy 18 punktów uzyskała awans do klasy B, gdzie utrzymała się przez kolejne 2 lata. W 1923 zajął ostatnie 6.miejsce.
W początkowym okresie swojego istnienia klub zaciekle rywalizował z drużyną Jardenia (do 1923 nazywała się Szomryja), innym żydowskim klubem sportowym z Lublina. Z uwagi na to, że kluby dysponowały bardzo skromnymi środkami finansowymi swój pierwszy mecz rozegrały na Słomianym Rynku piłką zrobioną ze szmat. W 1924 roku w wyniku wyjazdu wielu członków obu drużyn do Palestyny oraz powołania innych do wojska, doszło do reorganizacji i połączenia drużyn Makkabi oraz Jardenia. W wyniku tego połączenia powstało Żydowskie Towarzystwo Gimnastyczno-Sportowe Hakoah (hebr. הכח, Siła) działające do 1937 roku.
W 1936 roku Makkabi wznowiło swoją działalność jako odrębna drużyna sportowa. W następnym roku doszło do kolejnego połączenia z ŻTGS Hakoah, który po sezonie 1937 przeszedł reorganizację i zaczął grać w barwach Makkabi.
Drużyna w sezonie 1936/37 i 1937/38 zdobyła wicemistrzostwo Klasy B, a w 1938/39 została sklasyfikowana na trzeciej lokacie Klasy B. Klub nie posiadał wyraźnych powiązań politycznych, choć pozostawał pod wpływem ruchu syjonistycznego.
Na skutek wybuchu II wojny światowej - we wrześniu 1939 roku działalność klubu została zawieszona, zaś po jej zakończeniu już nigdy go nie reaktywowano.

## Barwy klubowe, strój, herb, hymn
|  |  |

Klub ma barwy niebiesko-białe. Piłkarze domowe spotkania zazwyczaj grali w niebiesko-białych strojach.

## Sukcesy

### Trofea międzynarodowe
Nie uczestniczył w rozgrywkach europejskich (stan na 31-05-2024).

### Trofea krajowe
| \| \| Zdobyte trofea w rozgrywkach Polski (stan na: 31-05-2024) \| |                                                           |      |          |
| Rozgrywki                                                          | Osiągnięcie                                               | Razy | Sezon(y) |
| Mistrzostwo                                                        | I miejsce                                                 | 0    |          |
| Mistrzostwo                                                        | II miejsce                                                | 0    |          |
| Mistrzostwo                                                        | III miejsce                                               | 0    |          |
| Puchar                                                             | zdobywca                                                  | 0    |          |
| Puchar                                                             | finalista                                                 | 0    |          |
| II liga                                                            | I miejsce                                                 | 0    |          |
| II liga                                                            | II miejsce                                                | 0    |          |
| II liga                                                            | III miejsce                                               | 0    |          |
| Polska                                                             | Zdobyte trofea w rozgrywkach Polski (stan na: 31-05-2024) |      |          |

- Lubelska Klasa B
  - wicemistrz (2): 1936/37, 1937/38
  - 3. miejsce (1): 1938/39

## Poszczególne sezony

### Rozgrywki międzynarodowe

#### Europejskie puchary
Klub nie uczestniczył w rozgrywkach europejskich.

### Rozgrywki krajowe
| \| Polska \| Bilans występów klubu w rozgrywkach piłkarskich Polski (Stan na 31 maja 2024 r.) \| \| |                                                                                  |        |       |   |   |   |    |    |     |                      |        |        |      |
| Poziom                                                                                              | Rozgrywki                                                                        | Sezony | Mecze | Z | R | P | B+ | B– | Pkt | Lata                 | Awanse | Spadki | Naj. |
| I                                                                                                   | Liga                                                                             | 0      |       |   |   |   |    |    |     |                      |        |        |      |
| II                                                                                                  | Klasa A / Liga Okręgowa                                                          | 0      |       |   |   |   |    |    |     |                      |        |        |      |
| III                                                                                                 | Klasa B / Klasa A                                                                | 6      |       |   |   |   |    |    |     | 1923–1924, 1936–1939 | 0      | 0      | 2    |
| IV                                                                                                  | III liga / Klasa C / Klasa B                                                     | 1      |       |   |   |   |    |    |     | 1922                 | 1      | 0      | 2    |
| | Puchar Polski                                                                    | 0      |       |   |   |   |    |    |     |                      |        |        |      |
| Polska                                                                                              | Bilans występów klubu w rozgrywkach piłkarskich Polski (Stan na 31 maja 2024 r.) |        |       |   |   |   |    |    |     |                      |        |        |      |

## Struktura klubu

### Stadion
Klub nie miał swojego stadionu. Drużyna rozgrywała swoje mecze domowe w Lublinie na stadionie przy ul. Okopowej, który był terenem należącym do wojska poprzez Urząd Wychowania Fizycznego i Przysposobienia Obronnego. 

## Kibice i rywalizacja z innymi klubami

### Derby
- Hakoah Lublin
- Hapoel Lublin
- Jardenia Lublin (Szomryja)
- Jutrznia Lublin
- Sztern Lublin (Gwiazda)
- Wieniawa Lublin
- ŻAKS Lublin
- AZS Lublin (Sparta)
- HKS Lublin (Grot)
- KS Lublinianka
- Plage i Laśkiewicz Lublin
- Sokół Lublin
- Strzelec Lublin
- WKS Lublin